# Alysicarpus
Alysicarpus es un género de plantas fanerógamas perteneciente a la familia Fabaceae. Comprende 106 especies descritas y de estas, solo 34 aceptadas.

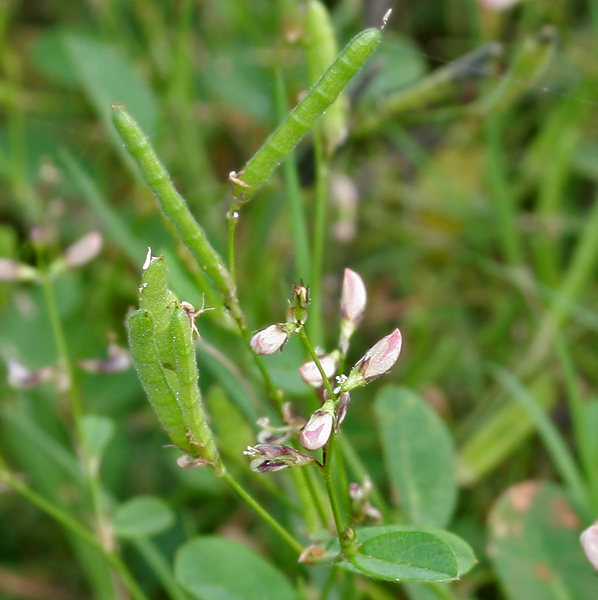
Alysicarpus bupleurifolius

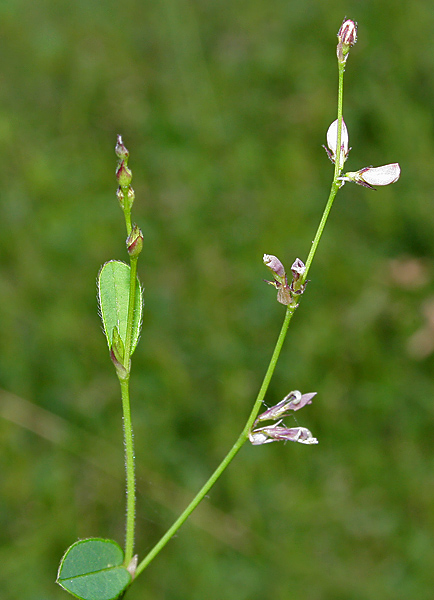
Alysicarpus bupleurifolius

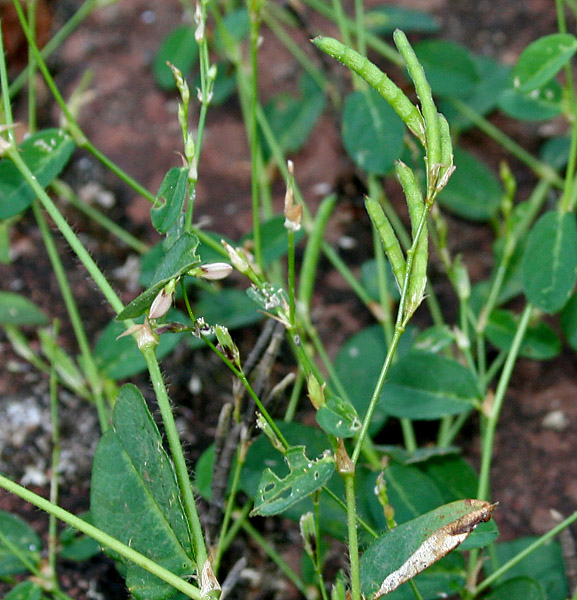
Alysicarpus bupleurifolius

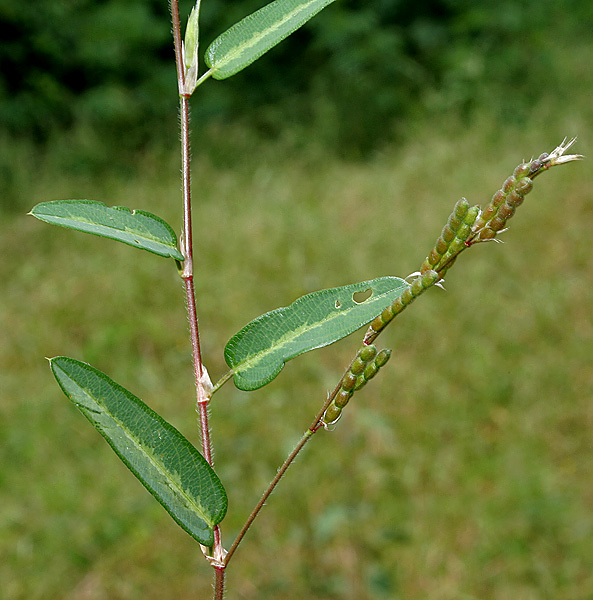
Alysicarpus longifolius

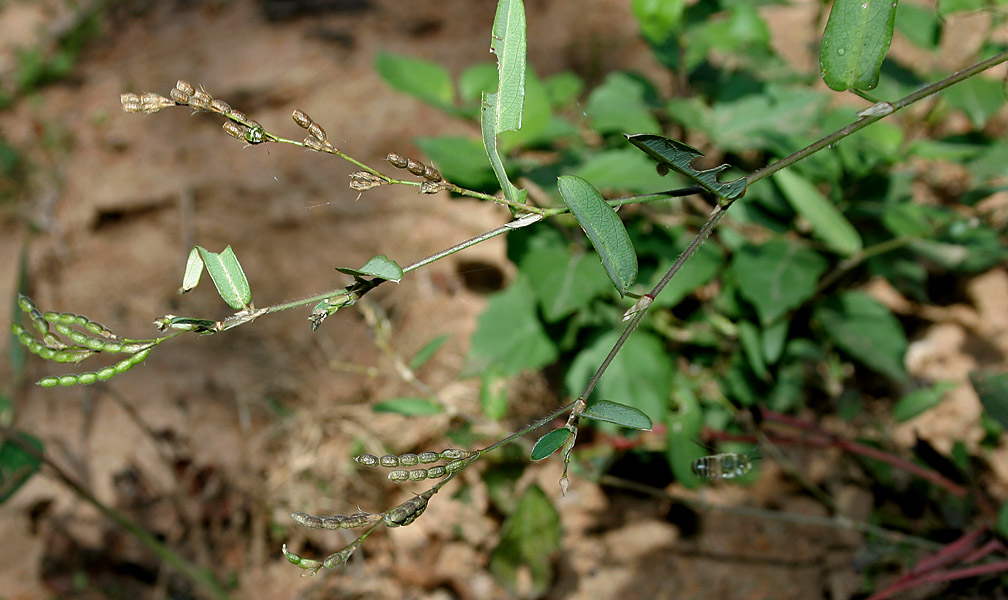
Alysicarpus monilifer

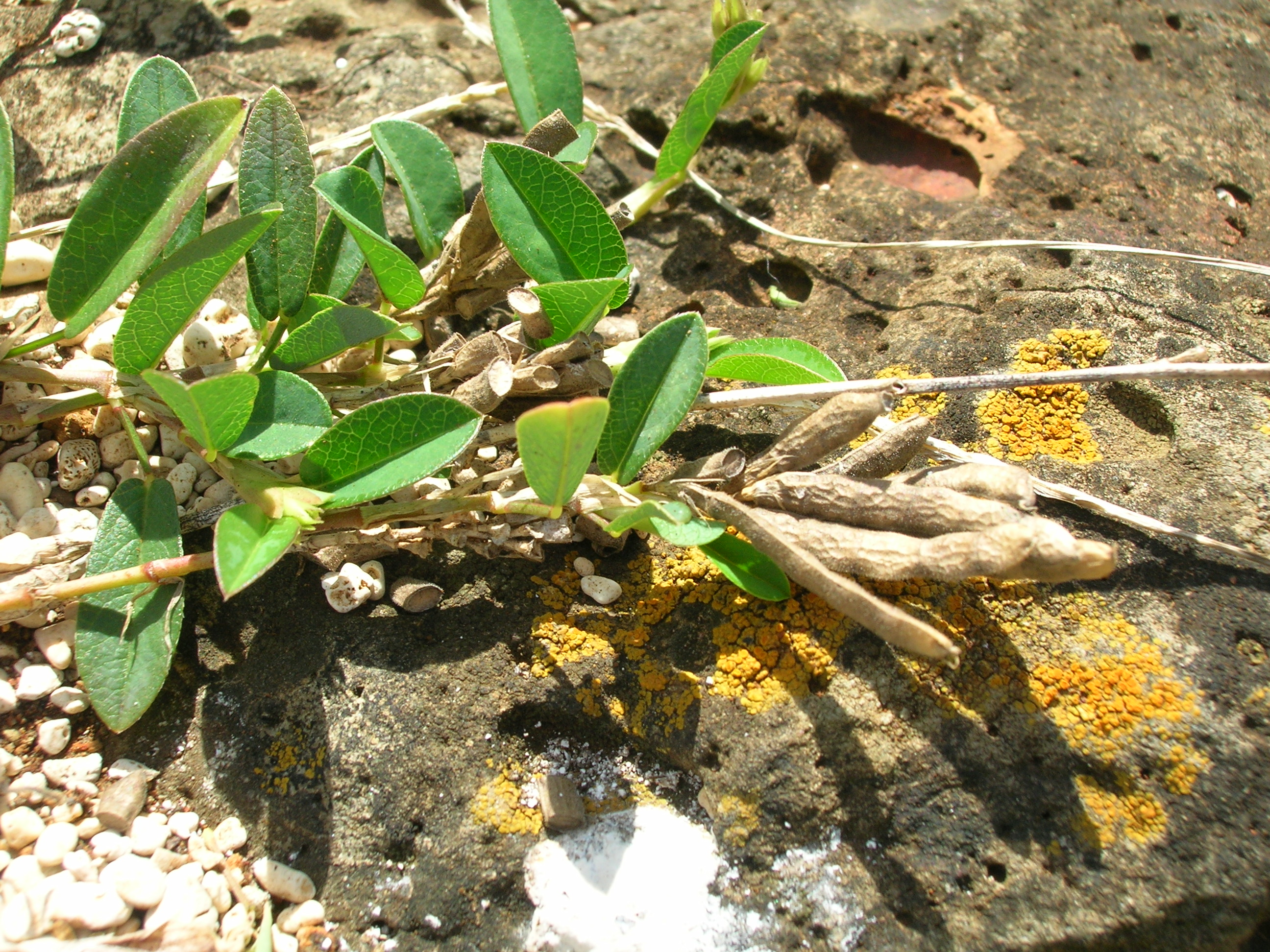
Alysicarpus vaginalis

## Descripción
Son hierbas postradas a suberectas, que alcanzan un tamaño de hasta 0.5 m de alto; tallos teretes, glabrescentes, estriados, amarillos a negros. Folíolo 1, elíptico-orbicular, hasta 2.5 cm de largo y 1.5 cm de ancho, ápice redondeado y apiculado, base obtusa a truncada o subcordada, haz glabra, envés estrigoso o velloso; pecíolos 1.5–2 cm de largo, estípulas 2, subuladas, erectas, hasta 15 mm de largo y 2 mm de ancho en la base, ápice agudo, frecuentemente amplexicaules. Inflorescencias racemosas, terminales, hasta 10 cm de largo, pedicelos comúnmente apareados, brácteas caducas, flores ca 5 mm de largo, moradas; cáliz profundamente 5-lobado, lobos desiguales, acuminados, puberulentos; pétalos púrpuras, estandarte obovado, hasta 5 mm de largo y 2–2.5 mm de ancho, unguiculado, alas oblicuamente oblongas, de 4 mm de largo. Lomentos teretes, erectos, 6-articulados, puberulentos, indehiscentes, negros cuando maduros; semillas globosas a suborbiculares.

## Taxonomía
El género fue descrito por Neck. ex Desv. y publicado en Journal de Botanique, Appliquée à l'Agriculture, à la Pharmacie, à la Médecine et aux Arts 1(3): 120–121, pl. 4, f. 8. 1813. La especie tipo es: Alysicarpus bupleurifolius

## Especies aceptadas
A continuación se brinda un listado de las especies del género Alysicarpus aceptadas hasta julio de 2014, ordenadas alfabéticamente. Para cada una se indica el nombre binomial seguido del autor, abreviado según las convenciones y usos.
Según eFlora, y GRIN:
- Alysicarpus brownii
- Alysicarpus bupleurifolius
- Alysicarpus ferrugineus
- Alysicarpus gamblei
- Alysicarpus glumaceus
- Alysicarpus hamosus
- Alysicarpus hendersonii
- Alysicarpus heterophyllus
- Alysicarpus heyneanus
- Alysicarpus longifolius
- Alysicarpus ludens
- Alysicarpus luteovexillatus
- Alysicarpus mahabubnagarensis
- Alysicarpus misquitei
- Alysicarpus monilifer
- Alysicarpus naikianus
- Alysicarpus ovalifolius
- Alysicarpus polygonoides
- Alysicarpus prainii
- Alysicarpus pubescens
- Alysicarpus quartinianus
- Alysicarpus roxburghianus
- Alysicarpus rugosus
- Alysicarpus sanjappae
- Alysicarpus saplianus
- Alysicarpus scariosus
- Alysicarpus sedgwickii
- Alysicarpus tetragonolobus
- Alysicarpus timoriensis
- Alysicarpus vaginalis
- Alysicarpus yunnanensis
- Alysicarpus zeyheri